# Bactris rostrata
Bactris rostrata är en enhjärtbladig växtart som beskrevs av Gloria A. Galeano och Rodrigo Bernal. Bactris rostrata ingår i släktet Bactris och familjen Arecaceae.
Artens utbredningsområde är Colombia. Inga underarter finns listade i Catalogue of Life.